# HAT-P-3
HAT-P-3 eller Dombay, är en ensam stjärna i mellersta delen av stjärnbilden Stora björnen. Den har en skenbar magnitud av ca 11,58 och kräver ett teleskop för att kunna observeras. Baserat på parallax enligt Gaia Data Release 3 på ca 7,42 mas beräknas den befinna sig på ett avstånd av ca 440 ljusår (ca 135 parsec) solen. Den rör sig närmare solen med en heliocentrisk radialhastighet av ca -24 km/s.

## Nomenklatur
Stjärnan HAT-P-3 gavs, på förslag av Ryssland, namnet Dombay i NameExoWorlds-kampanjen under IAU:s 100-årsjubileum. Dombay är en semesterort i bergen i norra Kaukasus.

## Egenskaper
HAT-P-3 är en orange till gul stjärna i huvudserien av spektralklass K5. Den har en massa av ca 0,93 solmassa, en radie av ca 0,85 solradie och utsänder energi från dess fotosfär motsvarande ca 0,436 gånger solen vid en effektiv temperatur av ca 5 200 K. Stjärnan tros vara en relativt ung stjärna och har en något förhöjd nivå av kromosfärisk aktivitet.

## Planetsystem
Stjärna omkretsas av exoplaneten HAT-P-3b, senare namngiven Teberda, upptäckt av HATNet Project med hjälp av transitmetoden.
| Planet | Massa                 | Halv storaxel (AE) | Siderisk omloppstid (d) | Excentricitet | Inklination       | Radie                |
| ------ | --------------------- | ------------------ | ----------------------- | ------------- | ----------------- | -------------------- |
| b      | 0,609 +0,021−0,022 MJ | 0,03899 ± 0,00062  | 2,899736 ± 0,000002     | <0,010        | 87,07 +0,55−1,20° | 0,827 +0.055−0,85 RJ |